# メルくん
メルくんとは、株式会社西川リビングが開発した、羊の抱き枕のキャラクターのことである。

## 概要
「メルくん」は、西川リビングのある女性社員が、抱き枕の商品の1つとして、羊をモデルにして生んだキャラクターである。名前の由来は、「メリノウール」という羊の毛の名前や、羊の鳴き声である「メー、メー」から来ている。抱き枕として肌触りが良い点、表情がゆったりとしていて可愛い点（抱き枕として売る為に、こういう表情をとっている）があるのでぬいぐるみとしても愛用できるのが商品のポイントで、更に、水洗い（手洗い）ができるというのが特長である。更に、このメルくんの可愛い表情に癒される人も多い。

## サイズ及び色の種類
現在販売中の商品も含め、今まで発売されたのを以下に記す。
- 普通サイズ（全長70cm。バニラ（旧ホワイト）、ピンク、ブルー、黒ごま（旧ブラック）、イエロー、グリーン、ラベンダー、イチゴみるく、ソーダ、キャラメルの全10色）
- ミニサイズ＝ミニメルくん（全長36cm。ホワイト、ピンク、ブルー、ブラック、イエロー、グリーン、ラベンダーの全7色。セット販売が原則）※
- ジャンボサイズ＝ジャンボメルくん（全長100cm。ホワイト、ピンクの2色）
- メルくんの恋人 ルルメルちゃん（全長70cm。ホワイト、ピンクの2色。普通のメルくんの女の子版。普通サイズに比べて、大きいまつ毛がある、頭部にリボンがついている、鼻がハート形である、右目の横に2箇所小さいハートマークがあるのが違っている。[1]）
- モコモコメルくん（サイズは普通サイズと同じだが、毛が羊の様にふわふわしているのが特徴。ふわふわメルくん（後に述べる限定メルくんの1つである）を改良してレギュラー化したもの。ホワイト、ブルー、ピンク、ブラックの4色。サイズは普通サイズと同じ大きさ。色の配色は普通のメルくんと同じ。[2]）
- モコモコジャンボメルくん（モコモコメルくんのジャンボサイズ版で、サイズはジャンボメルくんと同じ。色の配色は普通のメルくん及びモコモコメルくんと同じ。ホワイト、ピンク、ブルーの3色。[3]）
- 携帯ストラップ（全長8cm、ホワイト、ブルー、ピンク、イチゴみるく、ソーダ、黒ゴマの7色。単独販売は行っておらず、何らかのセットでの販売のみ。そのセット形態も時によって違う。）※

ショップチャンネル以外では、普通サイズのバニラ（旧ホワイト）しか扱っていない。

（商品名の最後に※印が付いているものについては、ショップチャンネルの直営店（東京、大阪、名古屋）に於いては単独で販売することもある。）

時たま、ショップチャンネルの特番として、限定のメルくんが出ることがある。以下にそれを記す。
- ふわふわメルくん（モコモコメルくんの初版。色は顔も含めて全体ホワイトで統一。2007年11月2日20時にショップチャンネル11周年のスペシャルの1つとして登場。2000体の限定生産。紹介してからわずか30分足らずで売り切れた。）
- メルくんの着ぐるみ（ホワイトのみ。人間がメルくんに扮するための着ぐるみ。2007年11月7日の15時からの「ティータイム3」にて販売。受注生産。放送から4日後に予定数を完売した。）
- とらメルくん（虎柄のメルくん。サイズは普通サイズと同じ。2010年8月20日の10時に登場。キャンセル待ちを含めて2日で完売した。）

又、2008年秋にショップチャンネルに於ける「I Love メルくんキャンペーン」の1つとして行われた「うちのメルくんフォトコンテスト」の人気No.1賞と審査員特別賞の商品として、このコンテストの商品の為に特別に作られた濃いピンク色の特製限定カラーメルくん（サイズは普通サイズと同じ）が計8名に与えられた。
その他、ショップチャンネルから、マグカップ、パジャマ、枕カバー、ペンダント・トップ等の様々なメルくんグッズが販売され、更に2008年9月からは、ハローキティとのコラボ商品も発売されるまでになっている。

## 歴史など
「メルくん」は、西川リビングのオリジナル・キャラクターの抱き枕として、2005年秋に誕生した。（それ以前に西川リビングでは、抱き枕はスヌーピー等のキャラクターで発売を始めている。）

商品誕生当初、色はホワイト一色のみで、当時、西川リビングはできたばかりのこのキャラクター商品をどの様にして販売しようかと悩んでいて、大阪の西川リビング本社のショールームに飾りとして展示していた状態であった。しかしある時、このショールームに来ていたショップチャンネルのバイヤーがこのメルくんを見て非常に気に入り、当チャンネルの商品として2006年に扱い始めた所、大ベストセラー商品の1つとなり、その後、別の色のメルくんが欲しいとの要望がショップチャンネルの視聴者から多数寄せられ、西川リビングもその声に答えるべく、登場させる度に新しい色を追加させるということを行って更に人気に拍車がかかり、遂に2007年8月には、ショップチャンネルのゆるキャラとして定着するようになった。

ショップチャンネルでは、新しい色を登場させる度に、直ぐに売り切れる状態となっている。中には、新しい色を出す度にそれを買って、全色揃えているマニアまで結構いるという。

2007年8月19日のショップチャンネルでの紹介の時から、プロモーション用として、番組スタッフや西川リビングの販売担当の方がメルくんに扮するために着る「着ぐるみメルくん」が登場する。勿論、初めは全くプロモーション用で、一般販売など全く行わない非売品だったが、番組スタッフの間でこの着ぐるみで盛り上がってしまい、遂には商品にしてしまおうという企画まで出てしまい、同年11月7日の15時からの「テータイム3」にてそれを受注生産という形にて￥16,800（税込）にて販売することになった。出演者の根津ゆかり（ショップチャンネルのキャスト）と西川リビングの営業担当者である青木学の2人がその着ぐるみの商品を着て販売を行った直後から、スタッフも予想もしていなかった程の注文の電話が来てしまい、紹介から4日後には、予定受注数を完売してしまったという。

普通サイズのホワイト以外は、全てショップチャンネルのみのオリジナル商品だが、普通サイズのホワイトだけの販売でも、以前、フジテレビ系の24時間ショッピングチャンネル「ディノスチャンネル」で紹介、販売されたことがあるが、そこでもベストセラーを記録したという。

ショップチャンネルにてメルくんの抱き枕が大ベストセラーを記録し、更に同チャンネルの視聴者から同キャラが大人気を得た為、メルくんのキャラクターが描かれたマグカップ、パジャマ、枕カバー、毛布等の様々なメルくんグッズまでもショップチャンネルでの独占で発売されるようになった。更に2008年9月3日には、メルくんとハローキティとのコラボ商品までも登場する様になった。
長年寝具を取り扱ってきている西川リビングだが、「メルくん」の大ベストセラーにより、同社のお客様相談室での内容のほとんどがメルくんに関する件になってしまったという。
ちなみに、ショップチャンネルがCS055チャンネルでハイビジョン放送を始めた2007年頃はピンク色が人気だったが、その後デジタル・ハイビジョンテレビが普及するに連れて、黒ゴマ(旧ブラック)が人気を集めてきているという現象が起き、同色が売り切れの状況になる度に、同色の再入荷の問い合わせが多くなってきており、メルくんの商品紹介番組内でも話題になっていた。幸いにも2011年春頃に、ブラックが黒ゴマと色名称を変えて登場してからは、安定して供給できる様になった。
約一年振りとなる2011年8月にショップチャンネルで紹介するのに併せ、JCNプラスの112チャンネルで『ショップチャンネル　キラ☆メルカート』という15分の紹介番組を土日夜23:45～0:00に放送、その中で「メルくんがショップチャンネルに登場したきっかけ」が担当バイヤーにより激白。初登場時の白メルくんは発注500体で瞬殺。初期はショップ登場業者にとって垂涎の的だった。深夜0時からの「スーパーショップバリュー(SSV)」初登場時(2007年8月19日放送、当時の担当キャストは栗原順子)には強気のバイヤーによる1万5000体分の発注数が放送時間中のわずか56分で完売した逸話が披露された。
また、「初期の商品展開」で、発売されたものの不人気等の理由で取り止めになったモノ(顔が怖くなった「パンダメルくん」や胴体が長すぎる「メルくん抱き枕」、顔の部分だけ使った「メルくんクッション」)など、西川リビングでも既に資料が無い商品の貴重な画像も披露された。
番組出演者は、ナビゲーターと、西川リビングの青木、ショップチャンネルの女性バイヤーらによる構成で、打ち合わせ室内にメルくん勢揃いの中「ショップチャンネルの裏側を公開する」との主旨でメルくん四方山話を繰り広げ、青木がショップの中で「羊売りの『ペーター青木』」と呼ばれているという冗談まで飛び出した。
『キラ☆メルカート』OP&EDではイラストのメルくんが登場、女性声優がアテレコで「今月のメ～ヒン」と称して8月のショップ一押し商品の紹介を行っている。
同年2011年の8月には、ショップチャンネルで5周年記念の番組が放送され、再び着ぐるみのメルくんが登場しながら、ストラップ付きの特別セットや毛布が販売された。